# Ahnenerbe

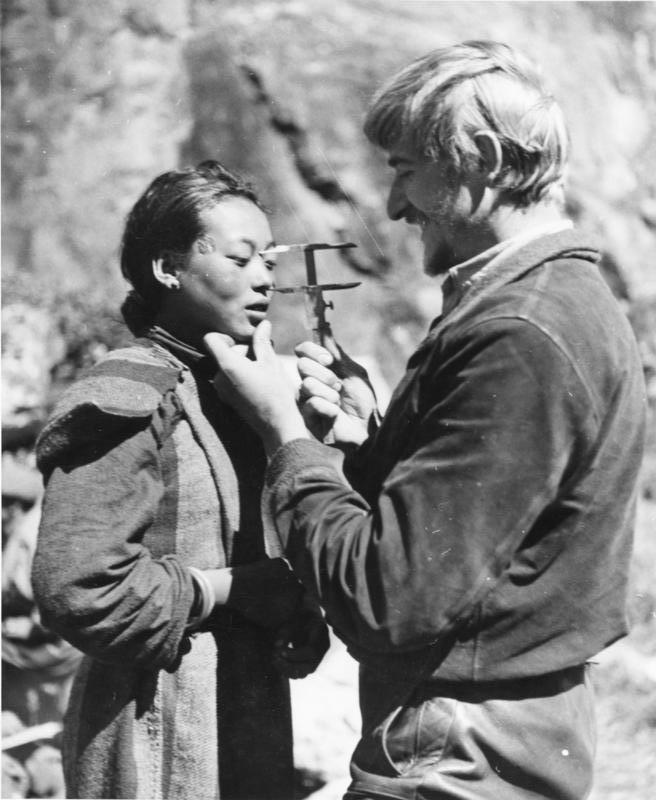
Antropolog a důstojník SS Bruno Beger, člen německé expedice do Tibetu, provádí měření lebky Tibeťanky

Ahnenerbe (v překladu do češtiny Dědictví předků), plným názvem Forschungsgemeinschaft Deutsches Ahnenerbe (v překladu do češtiny Výzkumná společnost německého dědictví předků) byl výzkumný ústav SS, jehož hlavní úlohou bylo doložit nacistické rasistické teorie o původu a nadřazenosti Árijců a mezi nimi vůdčí úlohu tzv. nordické rasy. Byl zřízen 1. července 1935 Heinrichem Himmlerem a Richardem Waltherem Darrém. Ústav prováděl archeologické, antropologické a historické výzkumy a vysílal expedice do různých míst světa včetně německé expedice do Tibetu. V průběhu druhé světové války též ústav na dobytých územích zajišťoval a odvážel do Německa místní kulturní dědictví a prováděl pokusy na lidech. Po bezpodmínečné kapitulaci Německa byl zrušen.